# Anthony Ribelin
Anthony Ribelin (Nîmes, 8 april 1996) is een Frans voetballer die bij voorkeur als aanvaller speelt. Hij staat onder contract bij Montpellier HSC, waar hij doorstroomde vanuit de eigen jeugdopleiding.

## Clubcarrière
Ribelin speelt sinds zijn tiende bij Montpellier HSC. Daarvoor speelde hij bij het lokale Gallia C. Guallarguois. Op 9 augustus 2014 debuteerde Ribelin in de Ligue 1 tegen Girondins Bordeaux. Hij verving Victor Montaño na 71 minuten. Eén week later mocht hij opnieuw invallen, ditmaal in de gewonnen uitwedstrijd tegen Olympique Marseille in het Stade Vélodrome.

1 Dizdarević ·
3 Sylla ·
4 Kouyaté ·
5 Sagnan ·
6 Jullien ·
7 Nordin ·
8 Adams ·
9 Al-Taamari ·
10 Khazri ·
11 Savanier  ·
12 Ferri ·
13 Chotard ·
14 Maamma ·
15 Barès ·
16 Bertaud ·
17 Sainte-Luce ·
19 Nzingoula ·
20 Touré ·
21 Mincarelli ·
22 Fayad ·
27 Omeragić ·
29 Tchato ·
40 Lecomte ·
52 Maksimović ·
70 Coulibaly ·
77 Sacko ·
Coach: Gasset